# Xiuladora de les Bismarck
La xiuladora de les Bismarck (Pachycephala citreogaster) és un ocell de la família dels paquicefàlids (Pachycephalidae).

## Hàbitat i distribució
Habita els boscos de l'Arxipèlag de Bismarck.

## Taxonomia
Considerat dins algunes classificacions una subespècie de Pachycephala pectoralis